# Machaerotypus rubromarginatus
Machaerotypus rubromarginatus är en insektsart som beskrevs av Kato 1940. Machaerotypus rubromarginatus ingår i släktet Machaerotypus och familjen hornstritar. Inga underarter finns listade i Catalogue of Life.